# Chiesa di Kiruna
La chiesa di Kiruna (in svedese Kiruna kyrka) è un luogo di culto luterano che si trova nel comune di Kiruna, in Svezia. La chiesa è stata costruita tra il 1907 e il 1912 ed è associata alla diocesi di Luleå della Chiesa di Svezia.
Progettata dall'architetto Gustaf Wickman, ha uno stile architettonico neogotico, mentre l'altare è in stile Art Nouveau.

## Storia

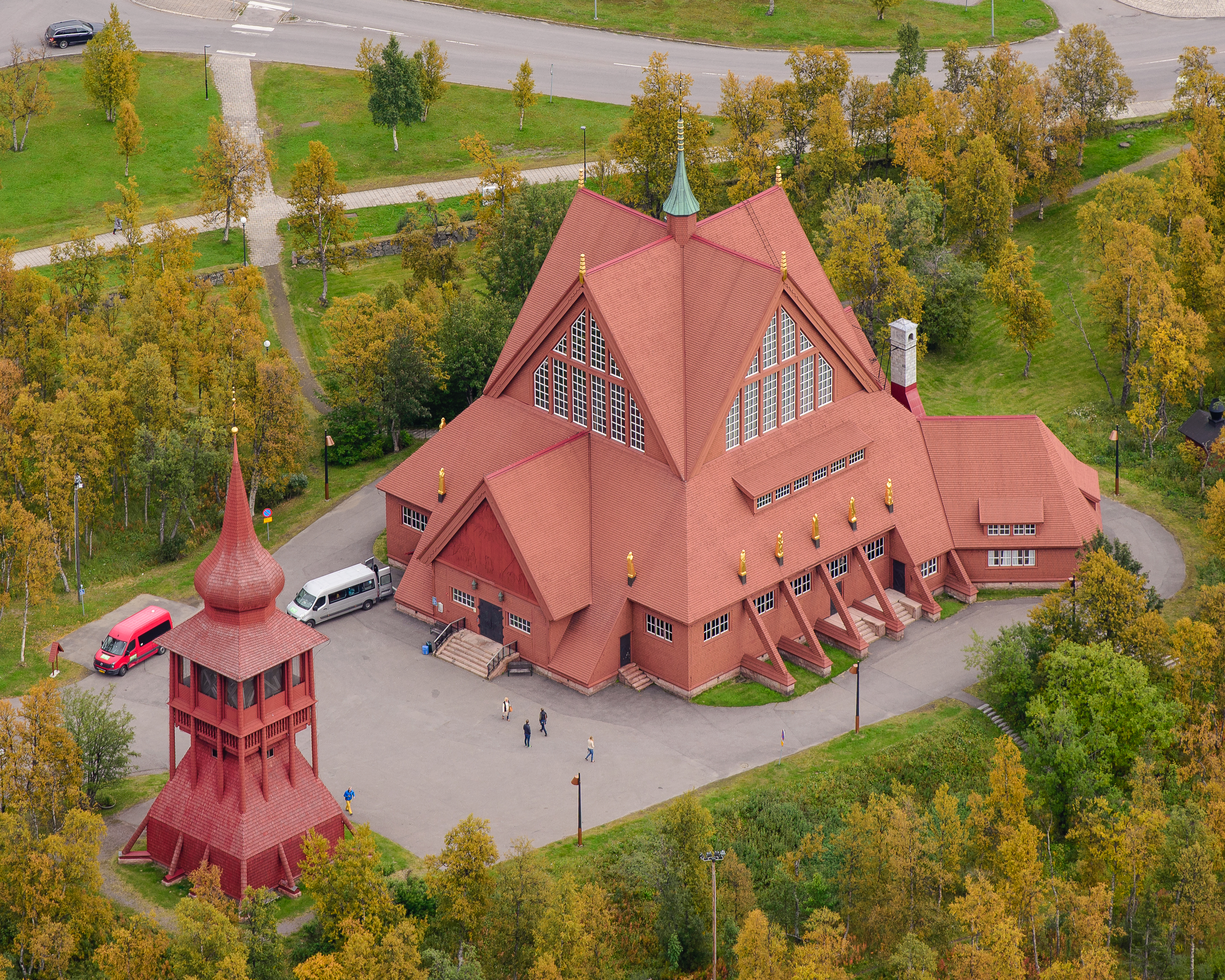
Vista aerea della chiesa e del campanile nel settembre 2017

All'inizio del XX secolo nella nascente Kiruna venne identificato nel punto più elevato dell'area destinata alla città il sito per la costruzione della chiesa. I lavori iniziarono nel 1907 sotto la supervisione dell'architetto Gustaf Wickman e di Hjalmar Lundbohm, amministratore della LKAB, società proprietaria della vicina miniera di ferro, e supervisore dello sviluppo urbanistico di Kiruna. Nello stesso anno venne costruito il campanile. I lavori di costruzione della chiesa vennero interrotti nel 1909 a causa di uno sciopero da parte dell'impresa edile e vennero conclusi nel 1912. La chiesa venne consacrata l'8 dicembre 1912 da Olof Bergqvist, primo vescovo della diocesi di Luleå. A partire dal 1913 la chiesa venne inclusa nella parrocchia di Jukkasjärvi, facente parte della diocesi di Luleå.

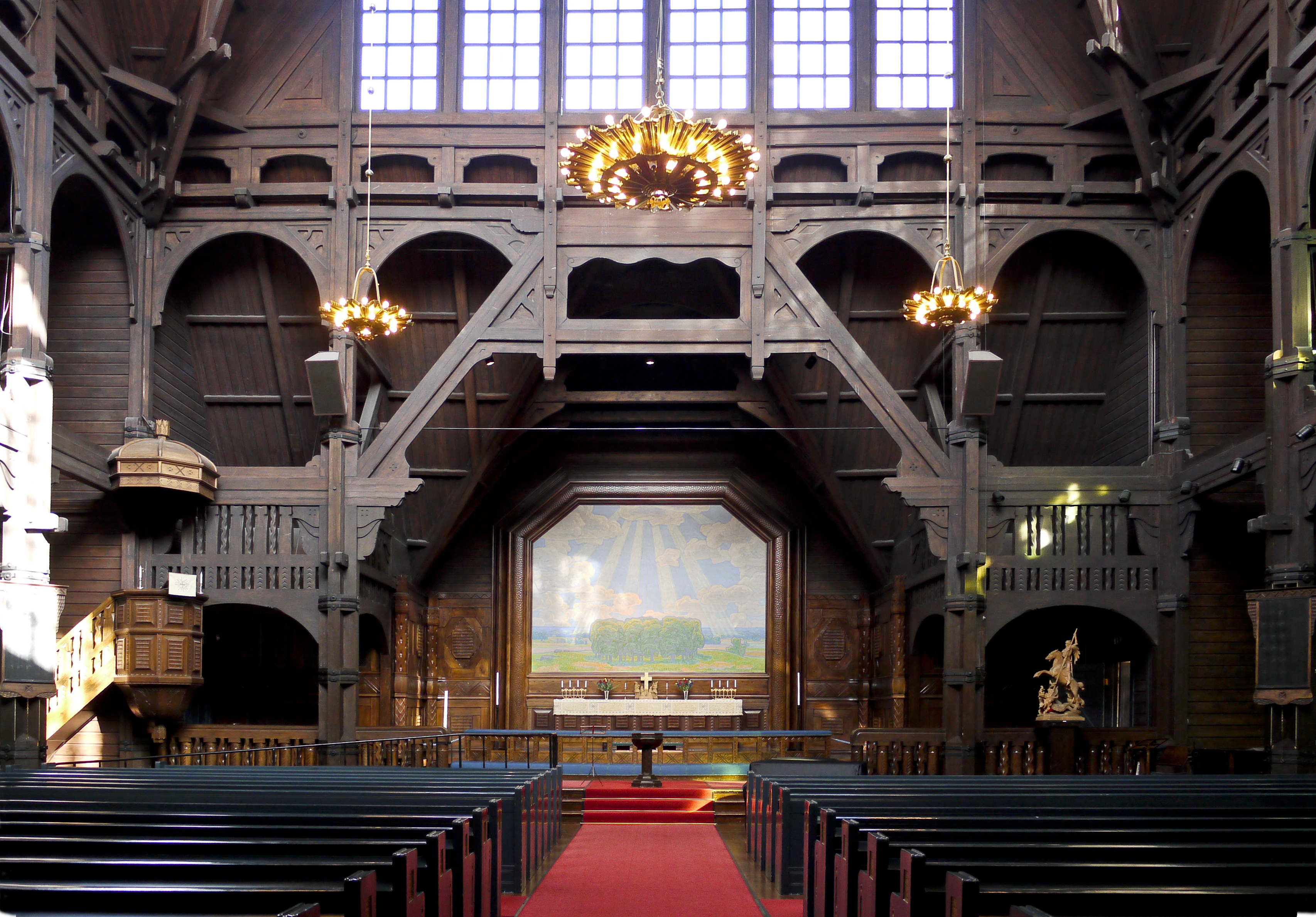
La navata centrale e l'altare della chiesa

Nel 2001 la chiesa è stata eletta miglior edificio eretto in Svezia prima del 1950 per la sua bellezza.
Anche la chiesa è interessata dalla trasformazione urbana in atto a Kiruna a causa dei fenomeni di subsidenza derivanti dalle attività di estrazione mineraria. Lo spostamento della chiesa è iniziato il 19 agosto 2025 in una nuova posizione 3 km circa verso est in un parco tra il nuovo centro cittadino e il cimitero.

## Architettura

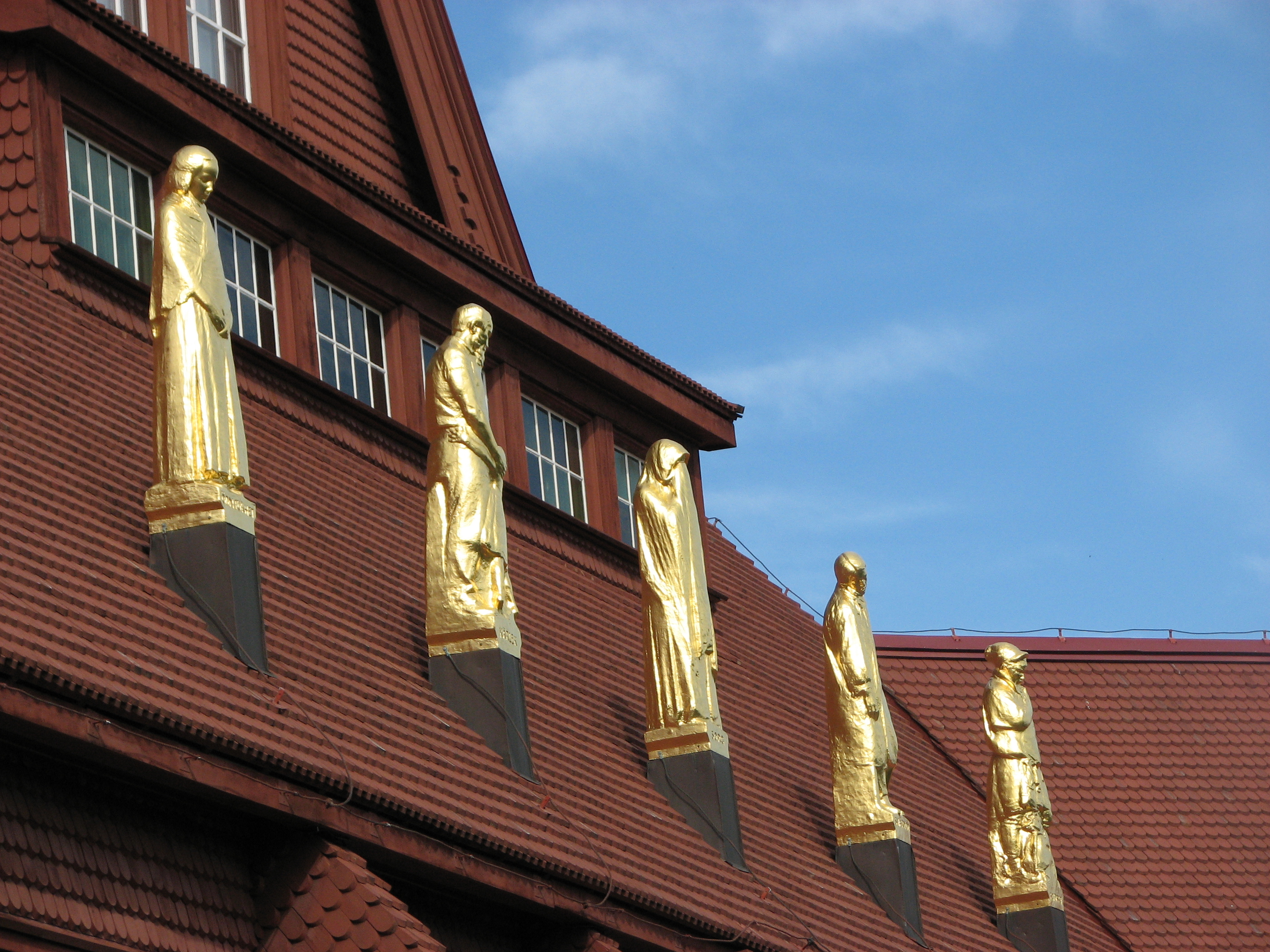
Le sculture in bronzo sulla gronda del lato settentrionale.

La chiesa è stata costruita in legno secondo lo stile neogotico, mentre l'altare è stato realizzato in stile Art Nouveau, e con una forma esterna ispirata ai goahti, le capanne dei sami. Il legname necessario alla costruzione dell'edificio venne preso nella zona di Arcangelo, nel vicino Impero russo, e trasportato prima via mare fino al porto norvegese di Narvik e poi via treno fino a Kiruna. La chiesa venne progettata dall'architetto Gustaf Wickman, alcuni dipinti vennero realizzati dal principe Eugenio di Svezia, lo scultore Christian Eriksson realizzò le statue posizionate sulla facciata, mentre Ossian Elgström progettò il portone d'ingresso.

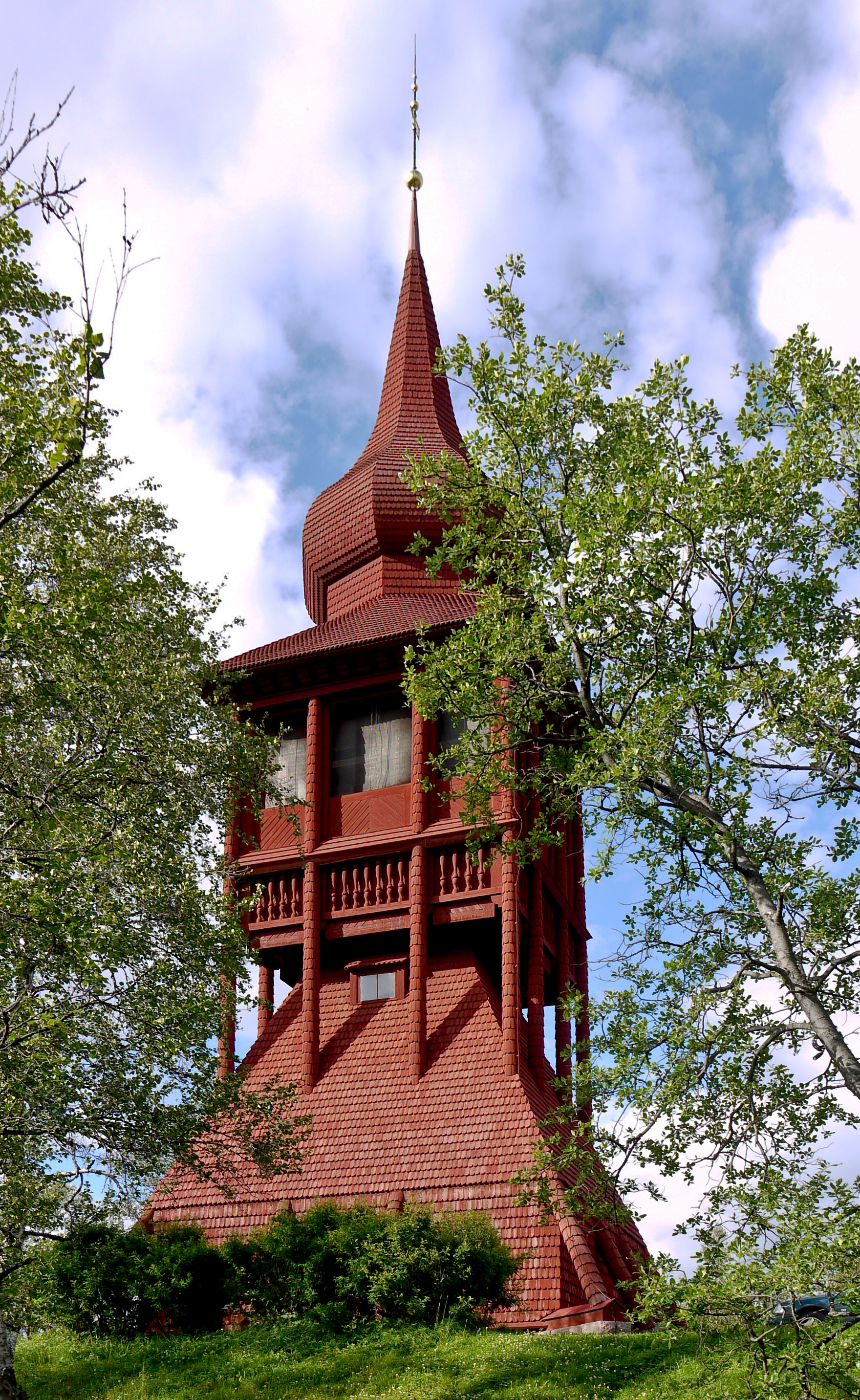
Il campanile della chiesa.

L'edificio ha una base quadrata di 40 m ed è stato dipinto con un colore rosso Falun. L'ingresso è stato posto sul lato est. Sulle gronde degli altri tre lati sono state installate dodici sculture in bronzo dorato, alte due metri e pesanti 250 kg. Raffigurano delle persone aventi diversi stati d'animo; andando in senso antiorario dall'ingresso, si trovano il dubbio, la timidezza, l'orgoglio, la pietà, la fiducia, la resa, l'estasi, l'umiltà, l'amore, il dolore, il coraggio e la devozione. Anche il rilievo sopra il portone d'ingresso è stato realizzato da Christian Eriksson e raffigura Dio portato sulle nuvole con un alone di luce intorno al capo.
L'interno si compone di tre navate e nel coro sono presenti ornamenti sami. La pala dell'altare è opera del principe Eugenio. Sono presenti due organi: il primo realizzato nel 1912 e il secondo nel 1957.
Di fronte all'ingresso è presente il campanile, progettato sempre da Gustaf Wickman, alto 35 m, anch'esso di colore rosso Falun e inaugurato nel 1907. La cella campanaria contiene due campane, una più grande, l'altra più piccola.
Nel parco attorno alla chiesa, sul lato meridionale, è sepolto Hjalmar Lundbohm, la lapide venne realizzata da Christian Eriksson, mentre il testo venne scritto da Albert Engström.